# محمد عياش
الدكتور محمد عياش الكبيسي، (1962- ) هو مفكر وداعية اسلامي عراقي.

## حياته ونشأته
محمد عياش مطلك الكبيسي ولد عام 1962م في مدينة كبيسة غرب العراق.
- شهادة الدكتوراه العقيدة الإسلامية / جامعة بغداد 1995.
- شهادة الماجستير العقيدة الإسلامية/ جامعة بغداد 1992 .
- شهادة البكالوريوس العلوم الإسلامية، جامعة بغداد 1984.

## مسيرته[3]
- سلسلة السابقون أكثر من 50 حلقة للتعريف بالصحابة الكرام

- كاتب مقال صحفي أسبوعي في جريدة العرب أكثر من سبع سنوات[4]

- لقاءات كثيرة على القنوات المختلفة

- ساهم مع عدد من علماء العراق في تأسيس هيئة علماء المسلمين عام 2003 م في بغداد.[5]
- شارك في أكثر من مئتي برنامج ولقاء تلفزيوني.
- ساهم في أكثر من مئة مؤتمر محلي ودولي حول العراق.

## مؤلفاته
له العديد من المؤلفات المطبوعة ومنها:
1. أنماط الشخصية وإشكالات القيادة والتربية في العمل الإسلامي المعاصر
2. الصفات الخبرية عند أهل السنة والجماعة
3. المحكم في العقيدة دراسة لأصول العقيدة في القرآن الكريم
4. العقيدة الإسلامية في القرآن الكريم ومناهج المتكلمين
5. عقيدة الكليين في القرآن الكريم
6. منهج القرآن في مكافحة الإشاعة
7. الشمولية الإسلامية بين ثوابت العقيدة ومرونة التشريع[6]
8. مصادر المعرفة ووسائلها في القرآن الكريم
9. عقيدة القدر وآثارها العملية
10. إمام الحرمين الجويني ومنهجه في الصفات
11. المنظومة العقدية والقيمية ودورها في ضبط معايير الأداء للدولة والمجتمع
12. فقه المقاومة

كما نشرت لهُ الكثير من المقالات ومنها:
1. المعرفة الفوضوية الهدامة .. برامج التواصل
2. أين معجزة القرآن في حياتنا
3. الخطاب الإيماني الذي تحتاجه البشرية
4. نافذة للفقه في زمن النوازل والفتن
5. قواعد منهجية في تفسير القرآن الكريم
6. لماذا هذا الهجوم المتزايد على صحيح الإمام البخاري؟
7. خطوات سليمة لبناء مناهج التربية الإسلامية

## روابط خارجية
- محمد عياش  على فيسبوك.